# Composição X (Kandinsky)
Composição X é uma pintura a óleo sobre tela realizada pelo artista russo Wassily Kandinsky em 1936. Composição X, o último trabalho da série "Composição", caracteriza-se pelos elementos de cores fortes contrastando com o fundo negro; as formas estão direccionadas para cima e para fora. No topo da pintura, ao centro, observa-se um elemento em forma de lua, entre um livro e um balão de ar de cor castanho, transmitindo a ideia de que os elementos coloridos se encontram num cenário cósmico alternativo e visionário.
É a última grande obra do pintor antes de eclodir a Segunda Guerra Mundial. Apesar da eminência do conflito, o quadro retrata um mundo pictórico e visionário, em sua riqueza de cores e formas.